# Lena Zavaroni
Lena Hilda Zavaroni, née le 4 novembre 1963 et morte le 1er octobre 1999, est une chanteuse écossaise et animatrice d'une émission de télévision. À l'âge de dix ans, avec son album Ma! (Il me fait des yeux), elle est la plus jeune personne de l'histoire à avoir un album dans le top dix du UK Albums Chart.

## Biographie

### Naissance et jeunesse

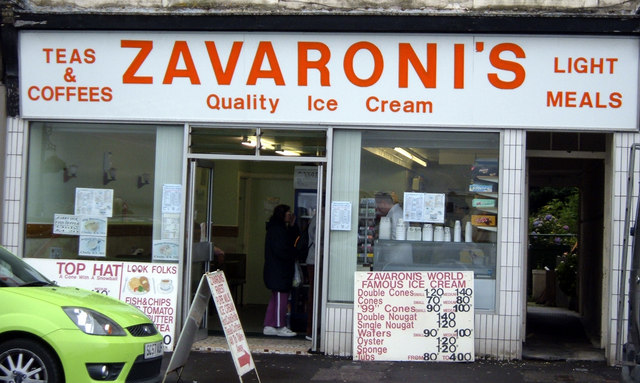
L'entreprise familiale à Rothesay, Zavaroni's Cafe

Lena Zavaroni naît à Greenock, Renfrewshire et grandit dans la petite ville de Rothesay sur l'île de Bute. Ses parents possèdent un magasin de fish and chips. Son père Victor, né en 1939, joue de la guitare et sa mère, Hilda, née Jordan vers 1940 et morte en 1989, chante. Zavaroni commence à chanter à l'âge de deux ans. Son grand-père Alfredo avait émigré d'Italie.
Zavaroni est découverte pendant l'été 1973 par le producteur de disques Tommy Scott, qui est en vacances à Rothesay et qui l'entend chanter dans un groupe avec son père et son oncle.[réf. nécessaire]

### Carrière musicale
En 1974, Zavaroni apparaît dans l'émission Opportunity Knocks animée par Hughie Green.

### Dernières années
Souffrant depuis l'âge de 13 ans d'anorexie mentale, elle décède d'une pneumonie consécutive à la dégradation de sa santé en rapport avec cette maladie, en 1999, à l'âge de 35 ans.